# Kulturna politika
Kulturna politika uključuje vladine radnje, zakone i programe koji reguliraju, štite, potiču i financijski (ili na drugi način) podupiru aktivnosti povezane s umjetničkim i kreativnim sektorima, poput slikarstva, kiparstva, glazbe, plesa, književnosti i filmske produkcije te kulture, koja može uključivati aktivnosti vezane uz jezik, baštinu i raznolikost. Ideja kulturne politike razvijena je u UNESCO-u šezdesetih godina prošlog stoljeća. Ta ideja uključuje vlade koje uspostavljaju procese, pravne klasifikacije, propise, zakonodavstvo i institucije (npr. galerije, muzeje, knjižnice, operne kuće itd.) koje promiču i olakšavaju kulturnu raznolikost i kreativno izražavanje kroz niz umjetničkih formi i kreativnih aktivnosti. Kulturne se politike razlikuju u različitim državama, ali općenito imaju za cilj poboljšati dostupnost umjetnosti i kreativnih aktivnosti građanstvu te promicati umjetničke, glazbene, etničke, sociolingvističke, književne i druge izričaje svih ljudi u državi. U nekim zemljama, naročito od 1970-ih godina, naglasak je na podršci kulturi autohtonih naroda i marginaliziranih zajednica i na tome da kulturne industrije (npr. filmska ili TV produkcija) predstavljaju raznoliku kulturnu baštinu te etničku i jezičnu demografiju zemlje.
Kulturna politika može se provoditi na razini države, na podnacionalnoj razini (npr. savezne države SAD-a ili kanadske provincije), na regionalnoj ili na općinskoj razini (npr. gradska uprava osniva muzej ili umjetnički centar). Primjeri kreiranja kulturne politike na razini nacionalne države imaju širok raspon, od financiranja glazbenog obrazovanja ili kazališnih programa uz malo ili bez ikakvih troškova, do ugošćavanja umjetničkih izložbi koje sponzoriraju privatna poduzeća u državnom muzeju, do uspostavljanja pravnih kodeksa (poput američke Internal Porezne oznake 501(c)(3) Porezne uprave za neprofitna poduzeća) i stvaranja političkih institucija (poput različitih ministarstava kulture i odjela za kulturu te nacionalnih zaklada), vijeća za podršku umjetnosti i kulturnih institucija poput galerija i muzeja. 
Većim dijelom dvadesetog stoljeća su mnoge aktivnosti kulturne politike bile pod nazivom "umjetničke politike". Umjetnička politika uključuje izravno financiranje umjetnika, stvaratelja i umjetničkih institucija te neizravno financiranje umjetnika i umjetničkih institucija kroz porezni sustav (npr. davanjem donacija dobrotvornim umjetničkim ustanovama kao porezne olakšice). Međutim, kao što je primijetio Kevin Mulcahy, "kulturna politika obuhvaća puno širi niz aktivnosti nego što je to bilo obuhvaćeno umjetničkom politikom. Dok je umjetnička politika bila ograničena na rješavanje estetskih pitanja (npr. financiranje umjetničkih galerija i opernih kuća), značaj transformacije kulturne politike može se uočiti u njezinom vidljivom naglašavanju kulturnog identiteta, valorizaciji autohtonog [kulture autohtonog naroda] i analizama povijesne dinamike (poput hegemonije i kolonijalizma)." Opći trend u zapadnim industrijaliziranim zemljama od 1970-ih i 1980-ih je pomak od potpore malom broju elitnih profesionaliziranih umjetničkih formi i institucija (npr. klasična glazba, slikarstvo, skulptura, umjetničke galerije) prema potpori amaterskih i kulturnih i kreativnih aktivnosti zajednice (npr. kazalište u zajednici) te kulturnih formi koje nisu smatrane dijelom zapadnog kanona (npr. tradicionalna glazba poput bluesa, glazbe svijeta i tako dalje).

## Povijest
Prije dvadesetog stoljeća, umjetnost je obično podržavala pokroviteljstvo crkve, aristokrata poput kraljeva i kraljica i bogatih trgovaca. Tijekom devetnaestog stoljeća umjetnici su sve više koristili privatno tržište kako bi zaradili. Primjerice, skladatelj Beethoven je u 19. stoljeću priređivao javne koncerte za koje se ulaz naplaćivao. Tijekom dvadesetog stoljeća vlade su počele preuzimati neke od uloga pokroviteljstva umjetnosti. Prvi napori vlada da podrže kulturu obično su bili osnivanje arhiva, muzeja i knjižnica. Tijekom dvadesetog stoljeća vlade su uspostavile niz drugih institucija, poput umjetničkih vijeća i odjela za kulturu. Prvi odjeli za kulturu obično su podržavali glavne umjetnosti koje su dio zapadnog kanona, kao što su slikarstvo i kiparstvo, te glavne izvedbene umjetnosti (klasična glazba i kazalište).

### Umjetnička politika
U dvadesetom su stoljeću zapadne vlade u Ujedinjenom Kraljevstvu, Kanadi, Australiji, Novom Zelandu i mnogim europskim državama razvile mjere umjetničke politike za promicanje, potporu i zaštitu umjetnosti, umjetnika i umjetničkih institucija. Umjetničke političke inicijative ovih vlada općenito su imale dva cilja: podupiranje izvrsnosti u umjetnosti i olakšavanje pristupa umjetnosti za građane. Primjer inicijative umjetničke politike koja podupire izvrsnost bio bi vladin program bespovratnih sredstava koji osigurava financiranje najuspješnijim umjetnicima u državi. Konkretan primjer bila bi književna nagrada od 100.000 dolara za najbolje autore beletristike koje izabire žiri sastavljen od vrhunskih stručnjaka. Primjer inicijative umjetničke politike koja ima za cilj povećanje dostupnosti umjetnosti bio bi glazbeni program u školama koji financira vlada. Konkretan primjer bio bi program koji financira orkestar ili jazz kvartet i plaća im besplatne koncerte u osnovnim školama. To bi omogućilo djeci iz obitelji s nižim i srednjim primanjima da uživo čuju glazbu.
Ova dva cilja, podrška izvrsnosti i širenje dostupnosti, često su kompromisi, budući da povećanje jednog obično utječe na smanjenje drugog. Primjerice, ako neka država ima program bespovratnih sredstava od 12 milijuna dolara godišnje za orkestre te se njezina vlada usredotoči na cilj podržavanja glazbene izvrsnosti, ona može odlučiti uložiti 4 milijuna dolara godišnje za tri najbolja orkestra u zemlji koje odabire vijeće neovisnih profesionalnih glazbenih kritičara, dirigenata i profesora glazbe. Ova bi odluka pogodovala cilju povećanja izvrsnosti budući da bi financiranje išlo samo vrhunskim glazbenim skupinama. Međutim, ovaj pristup omogućio bi građanima samo tri grada pristup profesionalnim orkestrima.
S druge strane, ako se vlada usredotoči na širenje pristupa simfonijskim koncertima, mogla bi naložiti nezavisnom povjerenstvu da odabere 12 orkestara u zemlji, po jedan orkestar za jedan grad. Ako bi se uložilo milijun dolara godišnje za 12 orkestara u 12 gradova, to bi omogućilo građanima iz 12 gradova u zemlji da vide nastupe orkestara uživo. No, financiranje 12 orkestara značilo bi da bi sredstva išla ansamblima koji ne zadovoljavaju najviše standarde izvrsnosti. Stoga su izvrsnost i širi pristup često kompromisi.

## Teorijski pristupi
Kulturna politika, iako mali dio proračuna čak i najizdašnijih vlada, upravlja sektorom goleme složenosti. To uključuje "veliki, heterogeni skup pojedinaca i organizacija angažiranih u stvaranju, proizvodnji, prezentaciji, distribuciji i očuvanju i obrazovanju o estetskoj baštini i zabavnim aktivnostima, proizvodima i artefaktima". Kulturna politika nužno obuhvaća široku lepezu aktivnosti i obično uključuje javnu potporu za:
- Mjesta baštine, bojišta i povijesne spomenike
- Zoološke i botaničke vrtove, arboretume, akvarije, parkove
- Knjižnice i muzeje (umjetničke, znanstvene, povijesne)
- Vizualne umjetnosti (film, slikarstvo, kiparstvo, keramika, arhitektura)
- Izvedbene umjetnosti (simfonijska, komorna i zborska glazba; jazz, hip-hop i narodna glazba; balet, dvoranski i moderni ples; opera i glazbeno kazalište; cirkuske predstave, rodeo i koračnice)[5]
- Javne humanističke programe (javna radiotelevizija, kreativno pisanje, poezija)

Neke vlade smještaju područja politika s ovog popisa u druga ministarstva ili odjele. Na primjer, nacionalni parkovi mogu biti dodijeljeni odjelu za okoliš, a javne humanističke znanosti mogu biti delegirane odjelu za obrazovanje.
Budući da je kultura javno dobro (tj. doprinosi vrijednosti čitavog društva, uključujući i one koji ju ne plaćaju, budući da cijelo društvo ima koristi od umjetnosti i kulture) i smatra se zasluženim dobrom, mnoge vlade potiču programe za promicanje veće dostupnosti. Tim pristupom trebalo bi se osigurati da značajna estetska djela poput slika i skulptura postanu široko dostupna javnosti. Drugim riječima, "visoka kultura" ne bi trebala biti rezervirana isključivo za određene društvene klase ili građane velegrada. Umjesto toga, dobrobiti najviših dosega kulturne izvrsnosti trebale bi se ostvarivati na egalitarni način; nacionalno kulturno blago mora biti dostupno bez obzira na prepreke klasnih prilika, obrazovanja ili mjesta stanovanja. Demokratska država ne može se promatrati kao jednostavno povlađivanje estetskim preferencijama nekolicine ili otvoreno unošenje političkih vrijednosti u umjetnost. Posljedično, demokratska kulturna politika mora artikulirati svoju svrhu na načine koji pokazuju kako služi javnom interesu. Ta se svrha često izražava kao uključivanje ili stvaranje kulturne demokracije ili kao demokratizacija kulture .
Cilj kulturne demokratizacije je estetsko prosvjećenje, povećanje dostojanstva i obrazovni razvoj općeg građanstva. “Diseminacija je bila ključni koncept s ciljem uspostavljanja jednakih mogućnosti za sve građane da sudjeluju u javno organiziranim i financiranim kulturnim aktivnostima”. Kako bi se postigao ovaj cilj, izvedbe i izložbe su pristupačnih cijena; javno umjetničko obrazovanje promiče jednakost estetskih mogućnosti; nacionalne institucije organiziraju izvedbe na radnim mjestima, u domovima za umirovljenike i stambenim kompleksima.
Kao što je ranije navedeno, "demokratizacija kulture" pristup je odozgo prema dolje koji promiče određene oblike kulturnog programiranja koji se smatraju javnim dobrom. Jasno je da je takav cilj podložan kritici zbog onoga što se naziva kulturnim elitizmom; t.j., pretpostavke da su neki estetski izrazi inherentno superiorni - barem kako to određuju poznavatelji koji se bave stjecanjem kulturnog kapitala . “Problem s ovom politikom je to što ona, u osnovi, namjerava stvoriti veću publiku za predstave čiji se sadržaj temelji na iskustvu privilegiranih društvenih skupina. Ukratko, uzeto je zdravo za gotovo da su kulturne potrebe svih članova društva iste”. Cilj je kulturne demokracije, s druge strane, omogućiti participativniji (ili populistički) pristup u definiranju i pružanju kulturnih mogućnosti.
Povezivanje koncepta demokratizacije kulture s kulturnom demokracijom ima pragmatičnu, ali i filozofsku komponentu. Kulturno pokroviteljstvo u demokratskim vladama značajno se razlikuje od pokroviteljstva bogatih pojedinaca ili korporacija. Privatni ili politički najvažniji pokrovitelji odgovorni su samo sebi i slobodni su se prepustiti svojim ukusima i preferencijama. Demokratske vlade, s druge strane, odgovorne su biračkom tijelu i smatraju se odgovornima za svoje političke odluke.
Ova dva cilja - širenje visoke kulture i sudjelovanje u širem rasponu kulturnih aktivnosti - vezana su uz raspravu o sadržaju javne kulture: "elitističkom" ili "populističkom".

### Elitizam
Zagovornici elitističke pozicije tvrde da bi kulturna politika trebala naglašavati estetsku kvalitetu kao odlučujući kriterij za javno subvencioniranje. Ovo gledište obično podržavaju glavne kulturne organizacije, kreativni umjetnici u tradicionalno definiranom području likovne umjetnosti, kulturni kritičari i dobro obrazovana, dobrostojeća publika za ove umjetničke forme. Ronald Dworkin to naziva "uzvišenim pristupom", koji "inzistira na tome da umjetnost i kultura moraju doseći određeni stupanj sofisticiranosti, bogatstva i izvrsnosti kako bi ljudska priroda mogla cvjetati, te da država mora osigurati tu izvrsnost ako ljudi neće ili ga ne mogu sami sebi osigurati." Zagovornici elitističke pozicije općenito se usredotočuju na potporu stvaranju, očuvanju i izvedbi djela zapadnog kanona, skupine umjetničkih djela koja se smatraju najboljim umjetničkim i kulturnim proizvodima zapadnog društva.

### Populizam
Nasuprot tome, populistička pozicija zagovara široko i uključivo definiranje kulture i njezinu dostupnost. Populistički pristup naglašava manje tradicionalan, a više pluralistički pojam umjetničke vrijednosti i svjesno nastoji stvoriti politiku kulturne raznolikosti. S fokusom na osobno poboljšanje, pozicija populista postavlja vrlo ograničene granice između amaterskih i profesionalnih umjetničkih aktivnosti. Doista, cilj je pružiti prilike za one izvan profesionalne mainstream. Na primjer, dok elitni pristup zagovara potporu profesionalnim glazbenicima, posebno onima iz klasične glazbe, populistički pristup zagovara podršku amaterima, pjevačima i glazbenicima iz zajednice.
“Zagovornici populizma često su zagovornici manjinskih umjetnosti, narodnih umjetnosti, etničkih umjetnosti ili protukulturnih aktivnosti”, kaže Kevin V. Mulcahy. Kulturni "elitisti", s druge strane, podržavaju izvrsnost u odnosu na amaterizam i favoriziraju estetiku umjesto "kulture za sve". Postoje “dvije ključne tenzije u vezi s nacionalnom kulturnom politikom -  izvrsnost naspram pristupačnosti i uloga vlade kao pomagača naspram arhitekta”.
Kevin V. Mulcahy tvrdi kako je elitizam zapravo kulturna demokracija, a populizam demokratizacija kulture. Nažalost, postoji tendencija da se ta dva stajališta vide kao međusobno isključiva, a ne komplementarna. “Elitisti” se smatraju “snobovima” koji zagovaraju ezoteričnu kulturu fokusiranu na umjetničku glazbu i vrste umjetnosti kakve se mogu vidjeti u muzejima i galerijama; populisti su odbačeni kao "povlađujući filistri" koji promiču trivijaliziranu i komercijaliziranu kulturu, budući da podržavaju popularnu glazbu i narodnu umjetnost. Međutim, ovi međusobni stereotipi opovrgavaju komplementarnost između dva kraja umjetnički autonomne i politički odgovorne kulturne politike. Postoji sinteza koja se može nazvati "latitudinarnim pristupom" javnoj kulturi; odnosno onim koji je estetski uključiv i široko dostupan.

### Globalizacija umjetnosti
Muzikolozi David Hebert i Mikolaj Rykowski pišu da kada je "glazba prepoznata kao neprocjenjivo kulturno naslijeđe, uključujući jedinstvene artefakte intelektualnog vlasništva, novi razvoji u ovom polju tada postaju priznati kao važni oblici društvene inovacije;" Međutim, oni upozoravaju kreatore politike da uz glokalizaciju, uspon "'velikih podataka' nudi moćne alate bez presedana, ali također neizbježno uključuje mnoge rizike za sve vrste umjetnika (i glazbenike i njihove suradnike u drugim umjetnostima), kao i održivost tradicionalne kulturne prakse."

## Gledišta
Prema dr. Mulcahyju, takva javno-kulturna politika ostala bi vjerna najvišim standardima izvrsnosti iz širokog spektra estetskih izričaja, a istodobno bi omogućila najširi mogući pristup ljudima iz različitih zemljopisnih sredina, socioekonomskih slojeva i obrazovanja. Shvaćajući javnu politiku kao priliku za pružanje alternativa koje nisu lako dostupne na tržištu, javne kulturne agencije bile bi bolje pozicionirane da nadopune napore privatnog sektora, umjesto da dupliciraju njihove aktivnosti. Slično, kulturne agencije mogu promicati razvoj zajednice podupiranjem umjetničke baštine koja je u nepovoljnijem položaju u odnosu na konkurenciju u svijetu kulture koji je sve više vođen profitom. Ukratko, izvrsnost treba promatrati kao postignuća iz horizontalne, a ne vertikalne perspektive, a kulturnu politiku kao podršku ukupnosti ovih varijanti izvrsnosti.
Ovi stavovi o javnoj kulturnoj odgovornosti u izrazitoj su suprotnosti s velikim dijelom ostatka svijeta, gdje je kultura pitanje povijesnog naslijeđa ili nacionalnog identiteta naroda, bilo u neovisnim državama ili u regijama unutar moćnijih država. Osjetljiva pitanja su neizbježan dio svake rasprave o kulturi kao javnoj politici. Međutim, s obzirom na zahtjeve u demokratskom sustavu da javne politike prikazuju korist poreznih obveznika, kulturna se politika često zalaže za potporu utemeljenu na korisnosti. Može se reći da postoji paritet između odgovornosti države za društveno-ekonomske i fizičke potrebe građana i njenog pristupa kulturi i prilikama za umjetničko samoizražavanje. Međutim, estetska dimenzija javne politike nikada nije bila široko shvaćena kao očita ili kao politički imperativ. U skladu s tim, kulturni sektor se često zalaže za svoju stranu uz pomoć sekundarnih, sporednih koristi koje proizlaze iz javne potpore programima koji su samo naizgled estetske prirode. Kulturna politika obično se ne opravdava samo na temelju toga što je sama po sebi dobra, već i jer daje druge dobre rezultate.
Čini se da budućnost kulturne politike predviđa sve neumoljiviji zahtjev da umjetnost “podnese svoj teret”, umjesto da se oslanja na javne subvencije za “umjetnost radi umjetnosti”. Kevin V. Mulcahy smatra ovaj "kulturni darvinizam" najizraženijim u Sjedinjenim Državama gdje su javne subvencije ograničene i gdje se od javno podržanih estetskih aktivnosti očekuje da pokažu izravnu javnu korist. Neameričke kulturne institucije manje su ograničene potrebom za održavanjem diverzificiranih tokova prihoda koji zahtijevaju visoke razine zarađenog prihoda te donacije pojedinaca i poduzeća kako bi se nadoknadila i nadopunila ograničena državna izdvajanja.
S druge strane, kulturne institucije su sve više orijentirane na tržište u svojoj potrebi za dodatnim sredstvima i kao opravdanje za nastavak javne potpore. Američki model suštinski privatizirane kulture sve je privlačniji vladama koje žele smanjiti svoje kulturne subvencije. U sustavu mješovitog financiranja, javna kultura može podržavati umjetničke grupe i kulturne aktivnosti koje pridonose osobnoj vrijednosti pojedinca i definiranju zajednice, čak i ako su manje ekonomski isplative. Kulturna politika se iz korijena bavi stvaranjem javnih sfera koje ne ovise ni o profitnim motivima niti ih potvrđuju komercijalne vrijednosti. Budući da politička demokracija ovisi o postojanju civilnog društva i društveno-ekonomskog pluralizma, kulturna politika predstavlja ključnu javnu obvezu u ostvarivanju ovih temeljnih preduvjeta.
Jedan od dostupnih, a nedovoljno cijenjenih alata u kulturnoj politici na nacionalnoj razini je smanjenje stopa PDV-a za kulturna dobra i usluge. Ekonomska teorija može se koristiti za objašnjenje očekivanja kako će smanjene fiskalne stope smanjiti cijene i povećati količine potrošene kulturne robe i usluga. Fiskalna politika može biti važan dio kulturne politike, posebice popusti stope PDV-a na kulturnu potrošnju, ali joj se posvećuje puno manje pozornosti nego što zaslužuje.

## Opseg
Na međunarodnoj razini UNESCO je zadužen za kulturnu politiku. Kontakt podaci za ministarstva kulture i nacionalna umjetnička vijeća u 160 zemalja dostupni su na web stranici Međunarodne federacije umjetničkih vijeća i kulturnih agencija (IFACCA). Na lokalnoj razini, subnacionalne (npr. državne ili pokrajinske vlade), gradske i lokalne vlasti nude građanima i lokalnim vlastima priliku za razvoj umjetnosti i kulture s Agendom 21 za kulturu. 

## Istraživanje
Istraživanje kulturne politike područje je akademskog istraživanja koje je izraslo iz kulturnih studija 1990-ih. Izrastao je iz ideje da kulturni studiji ne bi trebali biti samo kritički, već i pokušati biti korisni. Od 2010-ih postoji mnogo odjela za studije kulturne politike diljem svijeta. Dokument koji daje pregled kulturnih politika u svijetu je Globalno izvješće (2018.) Konvencije o zaštiti i promicanju raznolikosti kulturnih izričaja iz 2005. godine.